# Ants
『Ants』（アンツ）はF-BLOOD2枚目のアルバム。2008年1月23日に、ソニー・ミュージックアソシエイテッドレコーズから発売された。

## 概要
前作から10年振り、ソニー・ミュージックアソシエイテッドレコーズ移籍第1弾作品。DVD付初回生産限定盤と通常盤2形態で発売。DVDはフミヤが出演した「バイク王」CMソング「恋するPOWER」ミュージック・ビデオとメイキングを収録。全国ツアー・コンサートチケット先行予約案内／25周年アニバーサリースペシャルプレゼント企画応募用のシリアル応募券が付いたフライヤー1枚が封入。

## 収録曲
全曲　作詞：藤井フミヤ　作曲：藤井尚之
1. 世間知らずな膨らみ（4：07）
2. 恋するPOWER（4：29）
  - バイク王&カンパニー「バイク王」ＣＭソング
3. Ants（5：50）
4. 太陽の唄（5：26）
5. カモなのかも（4：09）
6. 破滅の週末（4：21）
7. DOWNTOWN 12（Instrumental）（3：25）
8. 鼓動の夜曲（5：34）
9. 口笛（4：23）
10. 路地裏のからすたち（5：03）
11. I LOVE IT! ドーナッツ!（4：59）
12. Serendipity（4：49）
13. hand in hand（4：17）